# Riserva virale
In biologia si definisce con la locuzione riserva virale di una specie virale l'insieme degli organi, o degli organismi, in cui la specie stessa può sopravvivere in forma latente per un periodo prolungato in attesa che si ripresentino le condizioni per aggredire gli organi o gli organismi in cui può proliferare.
La riserva virale si localizza in quegli organi del soggetto infetto in cui i farmaci antivirali e il sistema immunitario non riescono per ragioni fisiologiche a colpire il virus. Ad esempio è noto che l'AIDS trova una propria riserva nei linfociti della memoria centrale e nei macrofagi. Per portare il soggetto malato ad una remissione completa dell'infezione virale è necessario che il farmaco curante possa agire sulla forma attiva del virus in modo sufficientemente rapido da non permettergli di insediarsi nelle riserve o che si abbiano farmaci adatti ad aggredire il virus nella riserva. In assenza di questa possibilità il malato dovrà ripetere periodicamente le terapie antivirali.
La riserva virale si localizza in organismi quando il ciclo vitale del virus prevede la possibilità di trasmissione animale-uomo, o anche vegetale-uomo. In questo caso è anche detta riserva naturale. In alcuni casi l'organismo ospite può anche non sviluppare la malattia di cui il virus è responsabile nell'uomo, ma funge unicamente da serbatoio per l'agente virale. Le riserve naturali per i vari ceppi dell'influenza sono stati identificati rispettivamente negli uccelli marini per l'influenza A, nelle foche per la B e nei maiali per la C.